# Туристичка организација Србије
Туристичка организација Србије (скраћено ТОС) је званична институција за промоцију туризма Републике Србије на домаћем и иностраном тржишту. Основана је 1994. године.

## Историја
Законом о туризму из 1994. године основана је Туристичка организација Србије (ТОС), као званични институционални носилац промоције туризма Републике Србије на домаћем и иностраном тржишту и обављање других послова од значаја за развој информативно-пропагандне делатности у туризму Републике. Делатност ТОС-а је усмерена ка позицирању туристичког производа Србије на домаћем и иностраним тржиштима и туристичкој валоризацији компаративних предности Србије, као што су њен геостратешки положај, историјски, културни и природни идентитет. ТОС је присутан на свим већим светским сајмовима туризма, сарађује са другим националним туристичким организацијама и другим међународним, регионалним и струковним туристичким асоцијацијама. ТОС је члан следећих међународних организација: Европска туристичка комисија, Дунавска туристичка комисија, Дунавски центар за компетенцију, Међународна асоцијација Трансроманика, Европско удружење туристичких аутобусера и ICCА. Поред деловања на међународном плану, ТОС у сарадњи са туристичким организацијама градова и општина и осталим туристичким субјектима ради на унапређењу туристичке понуде Србије и стварању позитивног става становништва према туризму Србије и њиховом окретању домаћим туристичким центрима, чиме се стварају основе за усмеравање и подстицање развоја туризма као дела друштвено-економског развоја Републике.

### Седиште
Седиште ТОС-а је у Београду.

### Органи ТОС-а
Органи управљања, надзора и руковођења су:
- управни одбор;
- надзорни одбор;
- директор

Органи ТОС-а се именују на период од четири године.
Управни одбор има пет чланова и врши следеће послове:доноси статут ТОС; доноси пословник о свом раду; усваја годишњи програм рада са финасијским планом; усваја годишњи извештај о пословању и завршни рачун; доноси одлуку о оснивању представништва у иностранству и информативних центара у земљи; доноси правилник о раду обавља и друге послове утврђене законом и статутом.
Надзорни одбор има три члана и врши надзор над пословањем, прегледа извештај о пословању и завршни рачун и утврђује да ли су сачињени у складу са прописима, доноси пословник о свом раду, врши и друге послове у складу са законом и статутом. Чланове управног и надзорног одбора и директора именује и разрешава Влада на предлог министарства надлежног за послове туризма.
Директор представља и заступа ТОС, организује и руководи радом ТОС-а, доноси правилник о организацијии систематизацији послова, предлаже акте које доноси управни одбор, извршава одлуке, управног одбора и предузума мере за њихово спровођење, стара се о законитости рада, одговара за коришћење и распологање имовином и врши друге послове утврђене законом и статутом.

## Извори финансирања
Извори финансирања се обезбеђују из: прихода остварених обављањем делатности и из других сопствених прихода; донација, прилога и спонзорстава домаћих и страних правних и физичких лица; средстава буџета Републике Србије; других извора, у складу са законом.